# Dunbeacon Shingle SAC
Dunbeacon Shingle SAC este o arie protejată (arie specială de conservare — SAC, sit de importanță comunitară — SCI) din Irlanda întinsă pe o suprafață de 43,02 ha, integral pe uscat.

## Localizare
Centrul sitului Dunbeacon Shingle SAC este situat la coordonatele 51°36′04″N 9°33′54″W / 51.601049°N 9.565068°V.

## Înființare
Situl Dunbeacon Shingle SAC a fost declarat sit de importanță comunitară în martie 2001 pentru a proteja un număr necunoscut de specii din flora spontană și fauna sălbatică aflate în arealul zonei. Situl a fost protejat și ca arie specială de conservare în octombrie 2016.

## Biodiversitate
Situată în ecoregiunea atlantică, aria protejată conține 4 habitate naturale: Vegetație perenă pe țărmurile stâncoase, Pășuni mediteraneene udate de apa mării (Juncetalia maritimi), Pajiști uscate europene, Păduri aluvionare cu Alnus glutinosa și Fraxinus excelsior (Alno-Padion, Alnion incanae, Salicion albae).
La baza desemnării sitului se află un număr nedeclarat de specii protejate.